# أغاف أشوك
أغاف أشوك (الاسم العلمي:Agave horrida) هو نوع من النباتات يتبع جنس الأغاف من الفصيلة الهليونية.